# جیمز کورسون
جیمز کورسون (انگلیسی: James Corson; ۱۴ ژانویهٔ ۱۹۰۶ – ۱۲ نوامبر ۱۹۸۱) ورزشکار دو و میدانی اهل ایالات متحده آمریکا بود.